# Frank Andersson
Frank Öivind Stefan Andersson (Trollhättan, 1956. május 9. – Stockholm, 2018. szeptember 9.) olimpiai bronzérmes, világbajnok svéd birkózó.

## Pályafutása
Az 1976-os montréali olimpián kötöttfogásban félnehézsúlyban ötödik, szabadfogásban a hetedik helyen végzett. Négy év múlva a moszkvai olimpián kötöttfogásban negyedik helyezett lett, míg szabadfogásban helyezetlenül végzett. Az 1984-es Los Angeles-i olimpián kötöttfogásban bronzérmet szerzett, szabadfogásban helyezetlen lett. 1976 és 1982 között három világbajnoki és négy Európa-bajnoki címet nyert.
1991 és 1995 között pankrátorként versenyzett.

## Sikerei, díjai
- Olimpiai játékok – kötöttfogás, 90 kg
  - bronzérmes: 1984, Los Angeles
- Világbajnokság – kötöttfogás, 90 kg
  - aranyérmes: 1977, 1979, 1982
  - bronzérmes: 1978, 1981
- Európa-bajnokság – kötöttfogás, 87 kg
  - aranyérmes: 1976, 1978, 1979, 1981
  - ezüstérmes: 1977, 1980, 1982